# Keith Remfry
Keith Remfry, född 17 november 1947 i Ealing i London, död den 15 september 2015, var en brittisk judoutövare.
Han tog OS-silver i den öppna viktklassen i samband med de olympiska judotävlingarna 1976 i Montréal.